# Équipe d'Åland féminine de football
Maillots
L'équipe d'Åland féminine de football (en finnois: Ahvenanmaan naisten jalkapallojoukkue, en suédois: Ålands damlandslag i fotboll) est une sélection de joueuses professionnelles et amateurs d'Åland. Elle est sous l'égide de l'Association d'Åland de football (Ålands Fotbollförbund (fi)) fondée en 1943, qui est affiliée à l'Association finlandaise de football. Elle participe fréquemment aux Jeux des Îles, une compétition où s'affrontent des îles et participe donc à des rencontres internationaux. La sélection d'Åland féminine participe aux tournois de football féminin des Jeux des Îles depuis 2001.

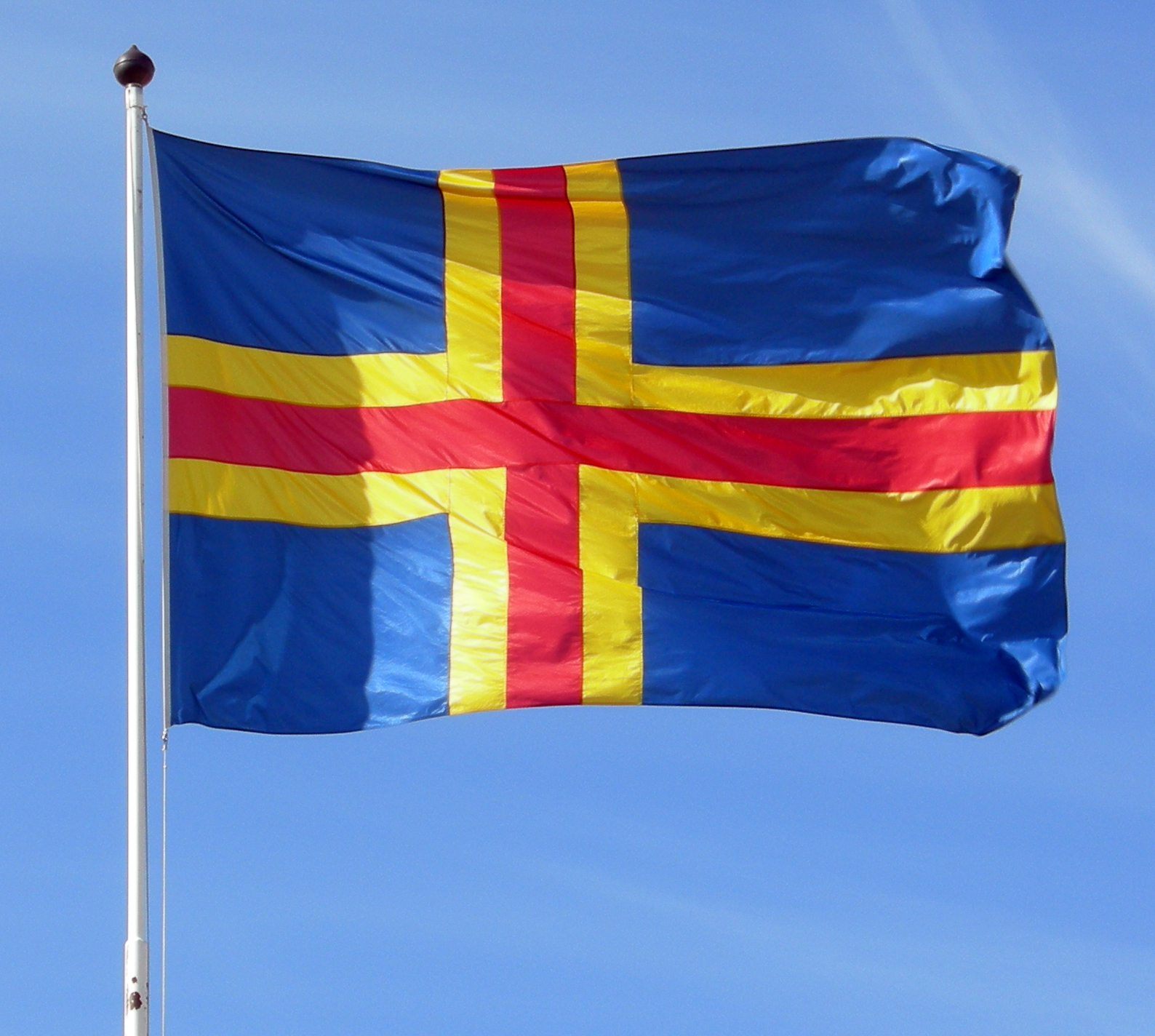
Drapeau d'Åland

L'Association d'Åland de football est membre de l'International Island Games Association depuis 1985.
Åland est une province historique de Finlande et la seule entité territoriale de ce pays à jouir d'un statut d'autonomie gouvernementale, le parlement ålandais est entré en fonction le 9 juin 1922. La province d'Åland est un territoire membre de l'Union européenne depuis 1995 et, à l'instar de Porto Rico, elle bénéficie d'un statut très privilégié, celui d'un « État libre associé » à la Finlande. Åland fait également partie du Conseil nordique depuis 1970 et de la Fédération des petites îles européennes depuis 2009.
Cette sélection a disputé plusieurs matches depuis 1991, également contre deux équipes nationales : les Bermudes et les îles Féroé.

## Histoire
En 1989, Anders Mattsson ancien arbitre de football international devient président de l'association d'Åland de football.
Le 08/07/2001, Åland remporte son premier match officiel en compétition contre Guernesey (9-1). Le 09/07/2001, Åland remporte la seconde rencontre contre l'Île de Wight (13-0). Le 10/07/2001, Åland remporte son dernier match de groupe contre Jersey (7-1). Le 12/07/2001, Åland remporte sa rencontre contre l’Île de Man (11-1). Le 13/07/2001, Åland perd la finale contre les Iles Féroé (4-5). Åland ne participe pas à la seconde édition du tournoi de football aux Jeux des Îles.
Pour sa seconde participation aux Jeux des Îles, la compétition se déroulera sous la forme d'un mini-championnat. Le 10/07/2005, Åland remporte son premier match officiel contre Guernesey (6-0). Le 11/07/2005, Åland perd la seconde rencontre contre l'Îles Féroé (1-3). Le 12/07/2005, Åland remporte son troisième match contre l’Île de Man (2-1). Le 14/07/2005, Åland remporte sa quatrième rencontre contre les Bermudes (1-0). Le 15/07/2005, Åland termine sa dernière rencontre contre Shetland (8-0), terminant ainsi deuxième du tournoi.
Erika Nordlund, Tove Reymers et Anna Karlsson seront le trio attaquant lors des Jeux des Îles 2007. Le 01/07/2007, Åland remporte sa première rencontre contre le Groenland (2-0). Le 02/07/2007, Åland remporte sa seconde rencontre contre Rhodes (8-0). Le 04/07/2007, Åland remporte sa troisième rencontre contre l'Île de Man (2-0). Le 06/07/2007, Åland remporte son premier titre en finale face l’Île-du-Prince-Édouard (3-0).
En 2009, Styrbjörn Oskarsson (fi) également ancien arbitre international a été élu président à la place de Anders Mattsson.
Les deux sœurs Maryette Karring et André Karring feront partie de la sélection d'Åland lors du tournoi féminin de Football aux Jeux des Îles 2009.
Le 28/06/2009, Åland remporte sa première rencontre contre Saaremaa (20-0). Le 29/06/2009, Åland remporte sa seconde rencontre contre le Groenland (6-2). Le 01/07/2009, Åland remporte sa troisième rencontre contre Gotland (2-0). Le 02/07/2009, Åland remporte sa quatrième rencontre contre Jersey (4-1). Le 03/07/2009, Åland remporte sa cinquième rencontre l’Île de Wight (7-1). Le 04/07/2009, Åland remporte son second titre en finale en battant Gotland (2-0),.
Le 26/06/2011, aux Jeux des Îles 2011, l'équipe remporte sa première rencontre contre Jersey (5-0),,. Le 27/06/2011, Åland lors de sa seconde rencontre fait match nul contre l'Île de Wight (1-1),. Le 28/06/2011, Åland remporte sa troisième rencontre contre Hitra (6-0),. Le 30/06/2011, Åland remporte sa quatrième rencontre contre le Groenland (6-1),. Le 01/07/2011, Åland remporte son troisième titre en finale en battant l’Île de Man (5-1),.
En 2012, Styrbjörn Oskarsson, président de l'association d'Åland de football, a démissionné de ses fonctions avec effet immédiat. Tony Asumaa ancien arbitre de football international est élu comme nouveau président.
Le 07/01/2013, l'Association d'Åland de football décide de n'envoyer aucune équipe féminine et masculine aux Jeux des Îles 2013 aux Bermudes, en raison du manque de joueurs pouvant participer au tournoi de football féminin et masculin,.
En 2014, Krille Mattsson (fi) journaliste sportif a été élu président à la place de Tony Asumaa, Krille Mattsson est également le fils de Anders Mattsson.
Le 25/06/2015, aux Jeux des Îles 2015, Åland  remporte la rencontre contre Anglesey (5-2),,,. Le 29/06/2015, Åland remporte la rencontre contre Guernesey (8-0),,. Le 01/07/2015, Åland remporte la rencontre contre l'Île de Wight (1-0),,. Le 02/07/2015, Åland remporte la rencontre contre l’Île de Man (2-1),. Le 03/07/2015, Åland perd la finale face à Jersey (0-1), grâce à un but de Eve Watson à neuf minutes avant la mi-temps ce qui a scellé la défaite de Åland devant 1 500 personnes,,,,.
En 2016, l'Association d'Åland de football a nommé deux entraîneurs, un pour chaque équipe de football, afin de préparer une équipe pour le tournoi de football masculin et féminin lors des Jeux des îles 2017. Le premier entrainement de Åland avait lieu le mardi 20 décembre 2016 dans la ville de Eckeröhallen (fi).
La sélection d'Åland féminine rencontrera lors du tournoi féminin de Football aux Jeux des Îles 2017 les équipes des Hébrides extérieures, de Anglesey et de l’Île de Man,.
Åland participe le 8 avril 2017 à un match de préparation contre le club suédois de Rågsveds IF, qui se terminera par une victoire de Åland (9-0). Le 25/06/2017, Åland remporte la rencontre contre les Hébrides extérieures (5-2). Le 26/06/2017, Åland remporte la rencontre contre l'Anglesey (4-1),. Le 28/06/2017, Åland perd la rencontre contre l’Île de Man (0-3). Le 29/06/2017, Åland termine la rencontre contre Majorque par un nul (2-2), finissant ainsi à la cinquième place de la compétition.
Depuis plusieurs années, Åland souhaite intégrer l'UEFA comme ont pu le faire les sélections des îles Féroé et de Gibraltar des territoires ayant un statut d'autonomie avec souveraineté spéciale sous l'autorité directe de la Couronne pour la première du Danemark et de la seconde à la Grande-Bretagne. Gibraltar, comme Åland, participe aux Jeux des Îles, les îles Féroé avait également une équipe participant au tournoi. Le 25 février 2018, Jersey a eu sa demande d'adhésion rejetée par le congrès annuel de l'UEFA. En 2009, le Groenland a fait une demande d'adhésion à l'UEFA.
Le 12/10/2021 Heidi Kullberg devient la première femme et nouvelle présidente de Association d'Åland de football,.
Åland participe aux Jeux des Îles 2023 à Guernesey, le 09/07/2023 Åland remporte son premier match face à Hitra 3 buts à 1. Le 10/07/2023 pour sa seconde rencontre Åland perd contre Jersey 1 à 4. Le 11/07/2023 Åland perd sa troisième rencontre face aux Bermudes 0 à 2. Åland affronte l'Île de Wight pour son dernier match de la compétition, elle remporte la rencontre 3 buts à 2, terminant ainsi à la septième place.

## Football aux Jeux des Îles
| Année             | Position                   | MJ                         | V                          | N                          | D                          | BP                         | BC                         |
| ----------------- | -------------------------- | -------------------------- | -------------------------- | -------------------------- | -------------------------- | -------------------------- | -------------------------- |
| Île de Man 2001   | 2e                         | 5                          | 4                          | 0                          | 1                          | 44                         | 8                          |
| Guernesey 2003    | -                          | -                          | -                          | -                          | -                          | -                          | -                          |
| Shetland 2005     | 2e                         | 5                          | 4                          | 0                          | 1                          | 18                         | 4                          |
| Rhodes 2007       | 1er                        | 4                          | 4                          | 0                          | 0                          | 15                         | 0                          |
| Îles Åland 2009   | 1er                        | 6                          | 6                          | 0                          | 0                          | 41                         | 4                          |
| Île de Wight 2011 | 1er                        | 5                          | 4                          | 1                          | 0                          | 23                         | 3                          |
| Bermudes 2013     | -                          | -                          | -                          | -                          | -                          | -                          | -                          |
| Jersey 2015       | 2e                         | 5                          | 4                          | 0                          | 1                          | 16                         | 4                          |
| Gotland 2017      | 5e                         | 4                          | 2                          | 1                          | 1                          | 11                         | 8                          |
| Gibraltar 2019    | Pas de tournoi de football | Pas de tournoi de football | Pas de tournoi de football | Pas de tournoi de football | Pas de tournoi de football | Pas de tournoi de football | Pas de tournoi de football |
| Guernesey 2021    | 7e                         | 4                          | 2                          | 0                          | 2                          | 7                          | 9                          |
| Total             | 8/10                       | 38                         | 30                         | 2                          | 6                          | 175                        | 40                         |

## Rencontres

### Matches internationaux
Le tableau suivant liste les rencontres de l'Équipe d'Åland féminine de football.
| No | Date             | Lieu             | Laponie | Adversaire            | Score       | Compétition                            | Buteur(s) pour Åland | Buteur(s) pour l'adversaire                                                                 | Rapport   |
| -- | ---------------- | ---------------- | ------- | --------------------- | ----------- | -------------------------------------- | --- | ------------------------------------------------------------------------------------------- | --------- |
| 1  | 27 juin 1991     | Mariehamn, Åland | Åland   | Laponie               | P 2-5       | A.                                     | - | -                                                                                           | (Rapport) |
| 2  | 11 juillet 1992  | Sirma, Norvège   | Åland   | Laponie               | N 2-2       | A.                                     | Ing-Marie Holmberg , Ewa Ganner | -                                                                                           | (Rapport) |
| 3  | 8 juillet 2001   | Île de Man       | Åland   | Guernesey             | V 9-1       | Tournoi féminin aux Jeux des Îles 2001 | Johanna Mattsson 3e 4e 10e 15e 23e 33e, Marika Morn 64e, Petra Andersson 66e 73e | Cecilia Engblom 77e (csc)                                                                   | (Rapport) |
| 4  | 9 juillet 2001   | Île de Man       | Åland   | Île de Wight          | V 13-0      | Tournoi féminin aux Jeux des Îles 2001 | Ing-Mari Holmberg ? , Daniela Haglund ?, Cecilia Engblom ?, Petra Andersson ? , Marlene Morn ?, Annica Sjolund ? , Jessica Sundqvist ?                                                                            | -                                                                                           | (Rapport) |
| 5  | 10 juillet 2001  | Île de Man       | Åland   | Jersey                | V 7-1       | Tournoi féminin aux Jeux des Îles 2001 | - | Michaela Dawson ?                                                                           | (Rapport) |
| 6  | 12 juillet 2001  | Île de Man       | Åland   | Île de Man            | V 11-1      | Tournoi féminin aux Jeux des Îles 2001 | Ing-Mari Holmberg 7e, Annica Sjolund 8e, Marika Morn 19e 22e 29e 33e, Daniela Haglund 53e, Sarah Holmstrom 69e, Jessica Sundqvist 82e ?                                                                           | Sarah McAdam 13e                                                                            | (Rapport) |
| 7  | 13 juillet 2001  | Île de Man       | Åland   | Îles Féroé            | P 4-5       | Tournoi féminin aux Jeux des Îles 2001 | Ing-Mari Holmberg 12e 61e, Marika Morn 2e 79e | Helga Ellingsgaard 9e 89e, Rannvá Andreasen 71e, Eyðvør úr Dímun 79e, Malena Josephsen 112e | (Rapport) |
| 8  | 8 juin 2005      | Tromsø Norvège   | Åland   | Laponie               | P 0-5       | A.                                     | - | Reidun Nilsen ? , Andrea Madsen , ?                                                         | (Rapport) |
| 9  | 10 juillet 2005  | Shetland         | Åland   | Guernesey             | V 6-0       | Tournoi féminin aux Jeux des Îles 2005 | Ing-Mari Holmberg 5e, Sarah Engblom 25e 68e, Julie Palmer 60e (csc), Elin Velander 65e, Petra Andersson 81e | -                                                                                           | (Rapport) |
| 10 | 11 juillet 2005  | Shetland         | Åland   | Îles Féroé            | P 1-3       | Tournoi féminin aux Jeux des Îles 2005 | Rebecca Bjorkvall 30e | Malena Josephsen 40e, Nicolina Wikstrom 63e (csc), Ása Dam á Neystabø 82e                   | (Rapport) |
| 11 | 12 juillet 2005  | Shetland         | Åland   | Île de Man            | V 2-1       | Tournoi féminin aux Jeux des Îles 2005 | My Nyman 40e, Elin Velander 74e | Eleanor Gawne 83e                                                                           | (Rapport) |
| 12 | 14 juillet 2005  | Shetland         | Åland   | Bermudes              | V 1-0       | Tournoi féminin aux Jeux des Îles 2005 | Hannah Salmen 8e | -                                                                                           | (Rapport) |
| 13 | 15 juillet 2005  | Shetland         | Åland   | Shetland              | V 8-0       | Tournoi féminin aux Jeux des Îles 2005 | Sarah Engblom 18e 54e, Johanna Hansell 24e, Rebecca Bjorkvall 37e, Hannah Salmen 60e 87e, Annie Mattsson 62e, Sanna Haggblom 64e                                                                                  | -                                                                                           | (Rapport) |
| 14 | 10 février 2007  | Tromsø Norvège   | Åland   | Laponie               | N 1-1       | A.                                     | Annica Sjolund | Ann-Iren Trosten                                                                            | (Rapport) |
| 15 | 1er juillet 2007 | Rhodes           | Åland   | Groenland             | V 2-0       | Tournoi féminin aux Jeux des Îles 2007 | Annica Sjölund , Sarah Engblom | -                                                                                           | (Rapport) |
| 16 | 2 juillet 2007   | Rhodes           | Åland   | Rhodes                | V 8-0       | Tournoi féminin aux Jeux des Îles 2007 | Tove Reymers ? ,Sarah Engblom ? , Annica Sjölund , Rebecca Björkvall | -                                                                                           | (Rapport) |
| 17 | 4 juillet 2007   | Rhodes           | Åland   | Île de Man            | V 2-0       | Tournoi féminin aux Jeux des Îles 2007 | Annica Sjölund ? | -                                                                                           | (Rapport) |
| 18 | 6 juillet 2007   | Rhodes           | Åland   | Île-du-Prince-Édouard | V 3-0       | Tournoi féminin aux Jeux des Îles 2007 | Lisa Westerlund ?, Rebecca Björkvall ?, Ing-Marie Holmberg ? | -                                                                                           | (Rapport) |
| 19 | 29 juin 2009     | Åland            | Åland   | Saaremaa              | V 20-0      | Tournoi féminin aux Jeux des Îles 2009 | Rebecca Björkvall 2e 17e 85e, Mathilda Mörn 4e 26e, Ing-Marie Holmberg 23e 54e 74e 84e, Daniela Haglund 30e 37e, Sarah Engblom 38e 63e, Emma Liljegren 42e, Hannah Salmén 48e 60e 86e 90e, Lisa Klingberg 79e 89e | -                                                                                           | (Rapport) |
| 20 | 30 juin 2009     | Åland            | Åland   | Groenland             | V 6-2       | Tournoi féminin aux Jeux des Îles 2009 | Mathilda Mörn 22e, Annica Sjölund (en) 67e 80e 90e, Hannah Salmén 85e 89e | Arnaq Bourup Egede 25e, Karoline Malakiassen 65e                                            | (Rapport) |
| 21 | 1er juillet 2009 | Åland            | Åland   | Gotland               | V 2-0       | Tournoi féminin aux Jeux des Îles 2009 | Emma Liljegren 69e, Maryette Karring 74e | -                                                                                           | (Rapport) |
| 22 | 2 juillet 2009   | Åland            | Åland   | Jersey                | V 4-1       | Tournoi féminin aux Jeux des Îles 2009 | Ing-Marie Holmberg 9e, Mathilda Mörn 12e, Hannah Salmén 34e, Leanne Bell 45e (csc) | Kerry Sauvage 42e                                                                           | (Rapport) |
| 23 | 3 juillet 2009   | Åland            | Åland   | Île de Wight          | V 7-1       | Tournoi féminin aux Jeux des Îles 2009 | Daniela Haglund 30e, Mathilda Mörn 54e 84e, Maryette Karring 61e, Emma Liljegren 77e, Evelina Kohvakka 80e, Sarah Engblom 88e                                                                                     | Danielle Merryfield 6e                                                                      | (Rapport) |
| 24 | 4 juillet 2009   | Åland            | Åland   | Gotland               | V 2-0       | Tournoi féminin aux Jeux des Îles 2009 | Evelina Kohvakka 21e, Rebecca Björkvall 59e | -                                                                                           | (Rapport) |
| 25 | 26 juin 2011     | Île de Wight     | Åland   | Jersey                | V 5-0       | Tournoi féminin aux Jeux des Îles 2011 | Julia Andersson 16e 40e, Josefine Flöjt 22e, Hannah Salmén 74e, Anna Eriksson 82e | -                                                                                           | (Rapport) |
| 26 | 27 juin 2011     | Île de Wight     | Åland   | Île de Wight          | N 1-1       | Tournoi féminin aux Jeux des Îles 2011 | Rebecca Björkvall 3e | Danielle Merryfield 69e                                                                     | (Rapport) |
| 27 | 28 juin 2011     | Île de Wight     | Åland   | Hitra                 | V 6-0       | Tournoi féminin aux Jeux des Îles 2011 | Adelina Engman 11e 13e, Josefine Flöjt 19e, Ellen Ahlström 20e 82e, Lisa Klingberg 47e | -                                                                                           | (Rapport) |
| 28 | 30 juin 2011     | Île de Wight     | Åland   | Groenland             | V 6-1       | Tournoi féminin aux Jeux des Îles 2011 | Victoria Eriksson 47e, Lisa Klingberg 53e 56e, Maryette Karring 65e, Emma Liljegren 67e 80e | Aviana Reimer 78e                                                                           | (Rapport) |
| 29 | 1er juillet 2011 | Île de Wight     | Åland   | Île de Man            | V 5-1       | Tournoi féminin aux Jeux des Îles 2011 | Adelina Engman 26e 45e, Lisa Klingberg 29e, Emma Liljegren 44e, Stephanie Hall 67e (csc) | Jade Burden 4e                                                                              | (Rapport) |
| 30 | 28 juin 2015     | Jersey           | Åland   | Anglesey              | V 5-2       | Tournoi féminin aux Jeux des Îles 2015 | Melanie Karring ? , Josefine Danielsson ?, Josefine Flöjt ?, Lina Holm ? | -                                                                                           | (Rapport) |
| 31 | 29 juin 2015     | Jersey           | Åland   | Guernesey             | V 8-0       | Tournoi féminin aux Jeux des Îles 2015 | Lina Holm ? , Elin Lindström ? , Melanie Karring ? , Daniela Svebilius ? | -                                                                                           | (Rapport) |
| 32 | 1er juillet 2015 | Jersey           | Åland   | Île de Wight          | V 1-0       | Tournoi féminin aux Jeux des Îles 2015 | Sofia Lindström ? | -                                                                                           | (Rapport) |
| 33 | 2 juillet 2015   | Jersey           | Åland   | Île de Man            | V 2-1       | Tournoi féminin aux Jeux des Îles 2015 | Josefine Flöjt ?, Maja Lindqvist ? | -                                                                                           | (Rapport) |
| 34 | 3 juillet 2015   | Jersey           | Åland   | Jersey                | P 0-1       | Tournoi féminin aux Jeux des Îles 2015 | - | Eve Watson ?                                                                                | (Rapport) |
| 35 | 8 avril 2017     | Åland            | Åland   | Rågsveds IF           | V 9-0       | A.                                     | Sofia Lindström , Melanie Karring , Lina Holm , Lisa Klingberg , Olivia Mattsson | -                                                                                           | (Rapport) |
| 36 | 25 juin 2017     | Gotland          | Åland   | Hébrides extérieures  | V 5-2       | Tournoi féminin aux Jeux des Îles 2017 | Melanie Karring 8e 19e 61e, Lina Holm 14e, Maryette Karring 55e | Sinead Goi Macleod 4e, Beth Margaret Macleod 70e                                            | (Rapport) |
| 37 | 26 juin 2017     | Gotland          | Åland   | Anglesey              | V 4-1       | Tournoi féminin aux Jeux des Îles 2017 | Hanna Måsabacka 14e, Lina Holm 16e, Josefin Flöjt 50e, Lisa Klingberg 69e | Charlotte Gill 86e                                                                          | (Rapport) |
| 38 | 28 juin 2017     | Gotland          | Åland   | Île de Man            | P 0-3       | Tournoi féminin aux Jeux des Îles 2017 | - | Kym Hicklin 26e, Jade Burden 49e 72e                                                        | (Rapport) |
| 39 | 29 juin 2017     | Gotland          | Åland   | Minorque              | N 2-2 (7-6) | Tournoi féminin aux Jeux des Îles 2017 | Melanie Karring 58e, Elin Lindström 70e | Ainhoa Seguí Andreu 32e, Celia Velasco Calvo 35e                                            | (Rapport) |
| 40 | 9 juillet 2023   | Guernesey        | Åland   | Hitra                 | V 3-1       | Tournoi féminin aux Jeux des Îles 2023 | Cajsa Kronström 45e, Minna Kurtén 57e, Fanny Karlsson 90+3e | Anna Andreassen 57e                                                                         | (Rapport) |
| 41 | 10 juillet 2023  | Guernesey        | Åland   | Jersey                | P 1-4       | Tournoi féminin aux Jeux des Îles 2023 | Milla Rosenberg 43e | Sofia Rodrigues 7e, Leah Morris 12e, Eve Watson 65e, Liberty Barnett 80e                    | (Rapport) |
| 42 | 11 juillet 2023  | Guernesey        | Åland   | Bermudes              | P 0-2       | Tournoi féminin aux Jeux des Îles 2023 | - | Trinae Edwards 27e, Ashley Tutas 75e                                                        | (Rapport) |
| 43 | 13 juillet 2023  | Guernesey        | Åland   | Île de Wight          | V 3-2       | Tournoi féminin aux Jeux des Îles 2023 | Fanny Karlsson 3e, Alva Kahnberg 19e, Cajsa Kronström 41e | Sienna Brennen 6e, Katie Barron 30e                                                         | (Rapport) |

## Équipes rencontrées
| Adversaire            | Joués | Victoires | Matchs nuls | Défaites | Buts pour | Buts contre |
| --------------------- | ----- | --------- | ----------- | -------- | --------- | ----------- |
| Île de Man            | 6     | 5         | 0           | 1        | 22        | 7           |
| Jersey                | 5     | 3         | 0           | 2        | 15        | 5           |
| Île de Wight          | 5     | 4         | 1           | 0        | 27        | 6           |
| Laponie               | 4     | 0         | 2           | 2        | 5         | 13          |
| Groenland             | 3     | 3         | 0           | 0        | 14        | 3           |
| Guernesey             | 3     | 3         | 0           | 0        | 23        | 1           |
| Îles Féroé            | 2     | 0         | 0           | 2        | 5         | 8           |
| Gotland               | 2     | 2         | 0           | 0        | 4         | 0           |
| Anglesey              | 2     | 2         | 0           | 0        | 9         | 3           |
| Hitra                 | 2     | 2         | 0           | 0        | 9         | 1           |
| Bermudes              | 2     | 1         | 0           | 1        | 1         | 2           |
| Shetland              | 1     | 1         | 0           | 0        | 8         | 0           |
| Rhodes                | 1     | 1         | 0           | 0        | 8         | 0           |
| Île-du-Prince-Édouard | 1     | 1         | 0           | 0        | 3         | 0           |
| Saaremaa              | 1     | 1         | 0           | 0        | 20        | 0           |
| Hébrides extérieures  | 1     | 1         | 0           | 0        | 5         | 2           |
| Minorque              | 1     | 0         | 1           | 0        | 2         | 2           |
| Rågsveds IF           | 1     | 1         | 0           | 0        | 9         | 0           |
| Total                 | 43    | 31        | 4           | 8        | 189       | 53          |

## Personnalités de l'équipe d'Åland féminine de football

### Sélection(s)
| Équipe ayant participé aux tournois de football des jeux des Îles 2001. - Annica Sjölund (en) - Cecilia Engblom - Daniela Haglund - Elina Karlsson - Frederica Lindblom - Ing-Mari Holmberg - Jessica Sundqvist - Johanna Mattsson - Linda Sundstrom - Malin Morn - Marika Morn - Marlene Morn - Mikaela Lindholm - Petra Andersson - Sarah Holmstrom - Ulrika Mattsson | Équipe ayant participé aux tournois de football des jeux des Îles 2005. - Kirsi Ajanen - Sofia Bjorklund - Rebecca Bjorkvall - Sarah Engblom - Johanna Hansell - Ing-Mari Holmberg - Mathilda Morn - My Nyman - Caroline Sjoblom - Jenny Snickars - Nicolina Wikstrom - Petra Andersson - Cassandra Andersson - Annie Mattsson - Seidi Mattsson - Elin Velander - Hannah Salmen - Sanna Haggblom - Nina Lindholm | Équipe ayant participé aux tournois de football des jeux des Îles 2007. - Julia Andersson - Emma Henriksen - Sandra Lundstrom - Caroline Sjoblom - Petra Bjorkman - Ing-Marie Holmberg - Mathilda Morn - Annica Sjolund - Rebecca Bjorkvall - Anna Karlsson - Erika Nordlund - Jenny Snickars - Sarah Engblom - Emma Liljegren - Tove Reymers - Lisa Westerlund - Asa Fors - Nina Lindholm - Hannah Salmen - Nicolina Wikstrom | Équipe ayant participé aux tournois de football des jeux des Îles 2009. - Julia Andersson - Sarah Engblom - Maryette Karring - Hannah Salmén - Marie Andersson - Åsa Fors - Lisa Klingberg - Sigrid Salminen - Rebecca Björkvall - Daniela Haglund - Evelina Kohvakka - Caroline Sjöblom - Josefin Danielsson - Anna Holm - Emma Liljegren - Annica Sjölund - Carin Ekström - Ing-Marie Holmberg - Mathilda Mörn - Sanna Virtanen | Équipe ayant participé aux tournois de football des jeux des Îles 2011,. - Ellen Ahlström - Anna Eriksson - Maryette Karring - Maria Rönnbäck - Julia Andersson - Victoria Eriksson - Lisa Klingberg - Hannah Salmén - Rebecca Björkvall - Josefine Flöjt - Emma Liljegren - Sigrid Salminen - Hanna Blomberg - Ing-Marie Holmberg (fi) - Elin Nyman - Moa Sandell - Adelina Engman - Lisa Jansson | Équipe ayant participé aux tournois de football des jeux des Îles 2015,. - Ellen Ahlström - Nona Bamberg - Josefine Danielsson - Carin Ekström - Josefine Flöjt - Mimmi Hellsten - Lina Holm - Michaela Holmborg - Moa Holmström - Hanna Karlsson - Maryette Karring - Melanie Karring - Felicia Lampen - Maja Lindqvist - Elin Lindström - Sofia Lindström - Fanny Måsabacka - Anna Mattsson - Annica Sjölund - Daniela Svebelius | Équipe ayant participé aux tournois de football des jeux des Îles 2017. - Ellen Ahlström - Nona Bamberg - Josefin Danielsson - Josefin Flute - Ann-Sofie Gripenberg - Lina Holm - Mickaela Holmborg - Maryette Karring - Melanie Karring - Lisa Klingberg - Maja Lindqvist - Elin Lindström - Sofia Lindström - Anna Mattsson - Olivia Mattsson - Fanny Måsabacka - Hanna Måsabacka - Hanna Sandell | Équipe ayant participé aux tournois de football des jeux des Îles 2023. - Ellen Ahlström - Elin Andersson - Zaida Blomqvist - Ronja Eklund - Tilda Engström - Ann-Sofie Gripenberg - Vera Hällefors - Alva Kahnberg - Fanny Karlsson - Cajsa Kronström - Minna Kurtén - Sofia Lindström - Stella Luoma - Othilia Nordberg - Pille Raadik - Milla Rosenberg - Lisa Sarling - Elin Simolin - Emelina Simolin |

### Sélectionneurs
| Sélectionneur et entraîneur adjoint | Période   | Matchs | Gagnés | Nuls | Perdus | Gagnés % |
| ----------------------------------- | --------- | ------ | ------ | ---- | ------ | -------- |
|                                     | 1991-1992 | 2      | 0      | 1    | 1      | 0        |
|                                     | 2001      | 5      | 4      | 0    | 1      | 80       |
| Mikael Virta                        | 2005      | 6      | 4      | 0    | 2      | 66.66    |
| Robert Dahlin et Mikael Virta       | 2007      | 5      | 4      | 1    | 0      | 80       |
| Per Löfqvist et Bengt Johnsson      | 2009      | 6      | 6      | 0    | 0      | 100      |
| Urban Truedsson et Linda Nordmyr,   | 2011      | 5      | 4      | 1    | 0      | 80       |
| Daniel Norrmén et Per Löfkvist      | 2015      | 5      | 4      | 0    | 1      | 80       |
| Gary Williams et André Måsabacka    | 2017      | 5      | 3      | 1    | 1      | 60       |
| Pille Raadik et Ted Martell         | 2023      | 4      | 2      | 0    | 2      | 50       |
| Totals                              | Totals    | 43     | 31     | 4    | 8      | 72,09    |

### Présidents de l'Association d'Åland de football
L'Association d'Åland de football est fondée en 1943.
| N° | Nom                      | Période         |
| -- | ------------------------ | --------------- |
| 1  | Anders Mattsson          | 1989 - 2009     |
| 2  | Styrbjörn Oskarsson (fi) | 2009 - 2012     |
| 3  | Tony Asumaa              | 2012 - 2014     |
| 4  | Krille Mattsson (fi)     | 2014 - 2021     |
| 5  | Heidi Kullberg           | 2021 - 2023     |
| 6  | Tommy Lundberg           | 2023 - en cours |

## Classements

### Classement des meilleures buteuses aux Jeux des Îles par édition
| Jeux des Îles 2001 |                   |
| Buts               | Joueuses          |
| 7                  | Marika Morn       |
| 7                  | Ing-Mari Holmberg |
| 6                  | Johanna Mattsson  |
| 5                  | Petra Andersson   |
| 4                  | Jessica Sundqvist |
| 3                  | Annica Sjolund    |
| 2                  | Daniela Haglund   |
| 1                  | Cecilia Engblom   |
| 1                  | Marlene Morn      |
| 1                  | Sarah Holmstrom   |

| Jeux des Îles 2005 |                   |
| Buts               | Joueuses          |
| 4                  | Sarah Engblom     |
| 3                  | Hannah Salmen     |
| 2                  | Elin Velander     |
| 2                  | Rebecca Bjorkvall |
| 1                  | Petra Andersson   |
| 1                  | My Nyman          |
| 1                  | Johanna Hansell   |
| 1                  | Annie Mattsson    |
| 1                  | Sanna Haggblom    |
| 1                  | Ing-Mari Holmberg |

| Jeux des Îles 2007 |                    |
| Buts               | Joueuses           |
| 5                  | Annica Sjölund     |
| 4                  | Tove Reymers       |
| 3                  | Sarah Engblom      |
| 2                  | Rebecca Björkvall  |
| 1                  | Lisa Westerlund    |
| 1                  | Ing-Marie Holmberg |

| Jeux des Îles 2009 |                    |
| Buts               | Joueuses           |
| 7                  | Hannah Salmén      |
| 6                  | Mathilda Mörn      |
| 5                  | Ing-Marie Holmberg |
| 4                  | Rebecca Björkvall  |
| 3                  | Annica Sjölund     |
| 3                  | Emma Liljegren     |
| 3                  | Sarah Engblom      |
| 3                  | Daniela Haglund    |
| 2                  | Lisa Klingberg     |
| 2                  | Maryette Karring   |
| 2                  | Evelina Kohvakka   |

| Jeux des Îles 2011 |                   |
| Buts               | Joueuses          |
| 4                  | Adelina Engman    |
| 4                  | Lisa Klingberg    |
| 3                  | Emma Liljegren    |
| 2                  | Julia Andersson   |
| 2                  | Ellen Ahlström    |
| 2                  | Josefine Flöjt    |
| 1                  | Hannah Salmén     |
| 1                  | Anna Eriksson     |
| 1                  | Rebecca Björkvall |
| 1                  | Victoria Eriksson |
| 1                  | Maryette Karring  |

| Jeux des Îles 2015 |                     |
| Buts               | Joueuses            |
| 4                  | Melanie Karring     |
| 4                  | Lina Holm           |
| 2                  | Elin Lindström      |
| 2                  | Josefine Flöjt      |
| 1                  | Josefine Danielsson |
| 1                  | Daniela Svebilius   |
| 1                  | Sofia Lindström     |
| 1                  | Maja Lindqvist      |

| Jeux des Îles 2017 |                  |
| Buts               | Joueuses         |
| 4                  | Melanie Karring  |
| 2                  | Lina Holm        |
| 1                  | Maryette Karring |
| 1                  | Hanna Måsabacka  |
| 1                  | Josefin Flöjt    |
| 1                  | Lisa Klingberg   |
| 1                  | Elin Lindström   |

| Jeux des Îles 2023 |                 |
| Buts               | Joueuses        |
| 2                  | Fanny Karlsson  |
| 2                  | Cajsa Kronström |
| 1                  | Minna Kurtén    |
| 1                  | Milla Rosenberg |
| 1                  | Alva Kahnberg   |

### Classement des meilleures buteuses
| 15 buts |                                                                                              |                                                                                                 |
| Ing-Marie Holmberg (fi) |                                                                                              |                                                                                                 |
| 12 buts |                                                                                              |                                                                                                 |
| Annica Sjölund (en) |                                                                                              |                                                                                                 |
| 11 buts |                                                                                              |                                                                                                 |
| Hannah Salmén |                                                                                              |                                                                                                 |
| 10 buts |                                                                                              |                                                                                                 |
| Sarah Engblom Melanie Karring |                                                                                              |                                                                                                 |
| 9 buts |                                                                                              |                                                                                                 |
| Rebecca Bjorkvall |                                                                                              |                                                                                                 |
| 8 buts |                                                                                              |                                                                                                 |
| Lisa Klingberg |                                                                                              |                                                                                                 |
| 7 buts |                                                                                              |                                                                                                 |
| Lina Holm Marika Mörn |                                                                                              |                                                                                                 |
| 6 buts |                                                                                              |                                                                                                 |
| Johanna Mattsson Petra Andersson Mathilda Mörn Emma Liljegren |                                                                                              |                                                                                                 |
| 5 buts |                                                                                              |                                                                                                 |
| Daniela Haglund Josefine Flöjt Sofia Lindström |                                                                                              |                                                                                                 |
| 4 buts |                                                                                              |                                                                                                 |
| Adelina Engman Jessica Sundqvist Tove Reymers Maryette Karring |                                                                                              |                                                                                                 |
| 3 buts |                                                                                              |                                                                                                 |
| Elin Lindström |                                                                                              |                                                                                                 |
| 2 buts |                                                                                              |                                                                                                 |
| Elin Velander Evelina Kohvakka Julia Andersson Ellen Ahlström Cajsa Kronström Fanny Karlsson |                                                                                              |                                                                                                 |
| 1 but |                                                                                              |                                                                                                 |
| \| Cecilia Engblom Marlene Morn Sarah Holmstrom My Nyman Johanna Hansell Sanna Haggblom Minna Kurtén \| Annie Mattsson Lisa Westerlund Anna Eriksson Victoria Eriksson Hanna Måsabacka Alva Kahnberg \| Josefine Danielsson Daniela Svebilius Maja Lindqvist Olivia Mattsson Ewa Ganner Milla Rosenberg \| |                                                                                              |                                                                                                 |
| Cecilia Engblom Marlene Morn Sarah Holmstrom My Nyman Johanna Hansell Sanna Haggblom Minna Kurtén | Annie Mattsson Lisa Westerlund Anna Eriksson Victoria Eriksson Hanna Måsabacka Alva Kahnberg | Josefine Danielsson Daniela Svebilius Maja Lindqvist Olivia Mattsson Ewa Ganner Milla Rosenberg |

## Rapport annuel de l'Association d'Åland de football
- Rapport annuel 2005
- Rapport annuel 2006
- Rapport annuel 2007
- Rapport annuel 2009
- Rapport annuel 2010
- Rapport annuel 2011
- Rapport annuel 2012
- Rapport annuel 2013
- Rapport annuel 2014
- Rapport annuel 2015
- Rapport annuel 2016
- Rapport annuel 2017